# Загатка (Черниговская область)
Зага́тка (укр. Зага́тка) — село Черниговского района Черниговской области Украины. Расположено на берегу реки Днепр и его рукаве Старик. Население 123 человека.
Код КОАТУУ: 7425581602. Почтовый индекс: 15545. Телефонный код: +380 462.
Возле села был установлен Памятный знак месту переправы через реку Днепр партизан и регулярных частей красной армии.

## История
Название села произошло от слова «загатить» — в окрестностях села в давние времена укреплялся берег Днепра при помощи сплетённых из ивовых прутьев (лозы) ромбовидных ячеек, в которые вкладывались специально привезённые камни. Укрепление берега давало возможность сплавлять по Днепру лес даже в половодье.

## Власть
Орган местного самоуправления — Днепровский сельский совет. Почтовый адрес: 15545, Черниговская обл., Черниговский р-н, с. Днепровское, ул. Советская 35.